# Heseler Wald
Koordinaten: 53° 18′ 28″ N, 7° 37′ 36″ O

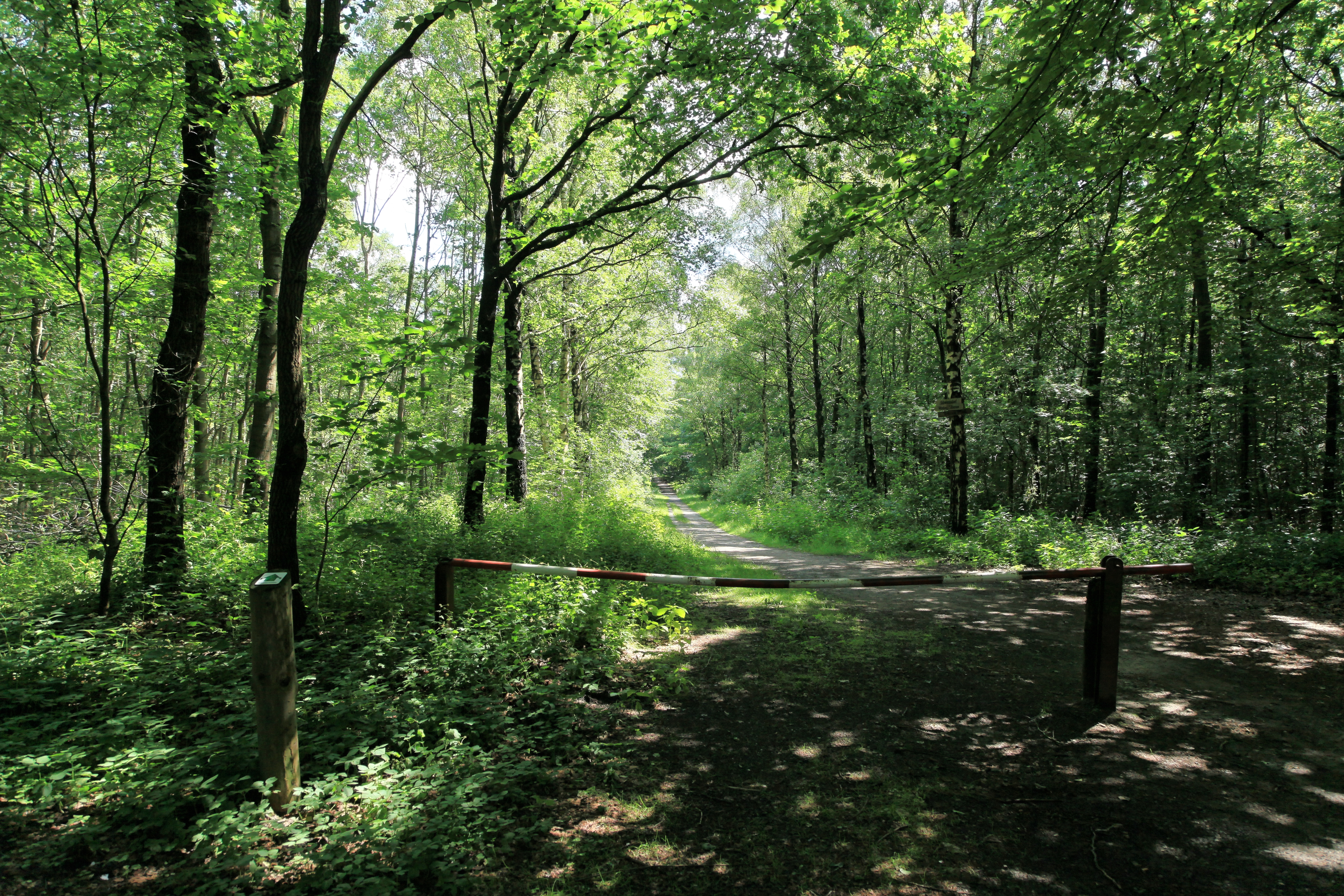
Heseler Wald

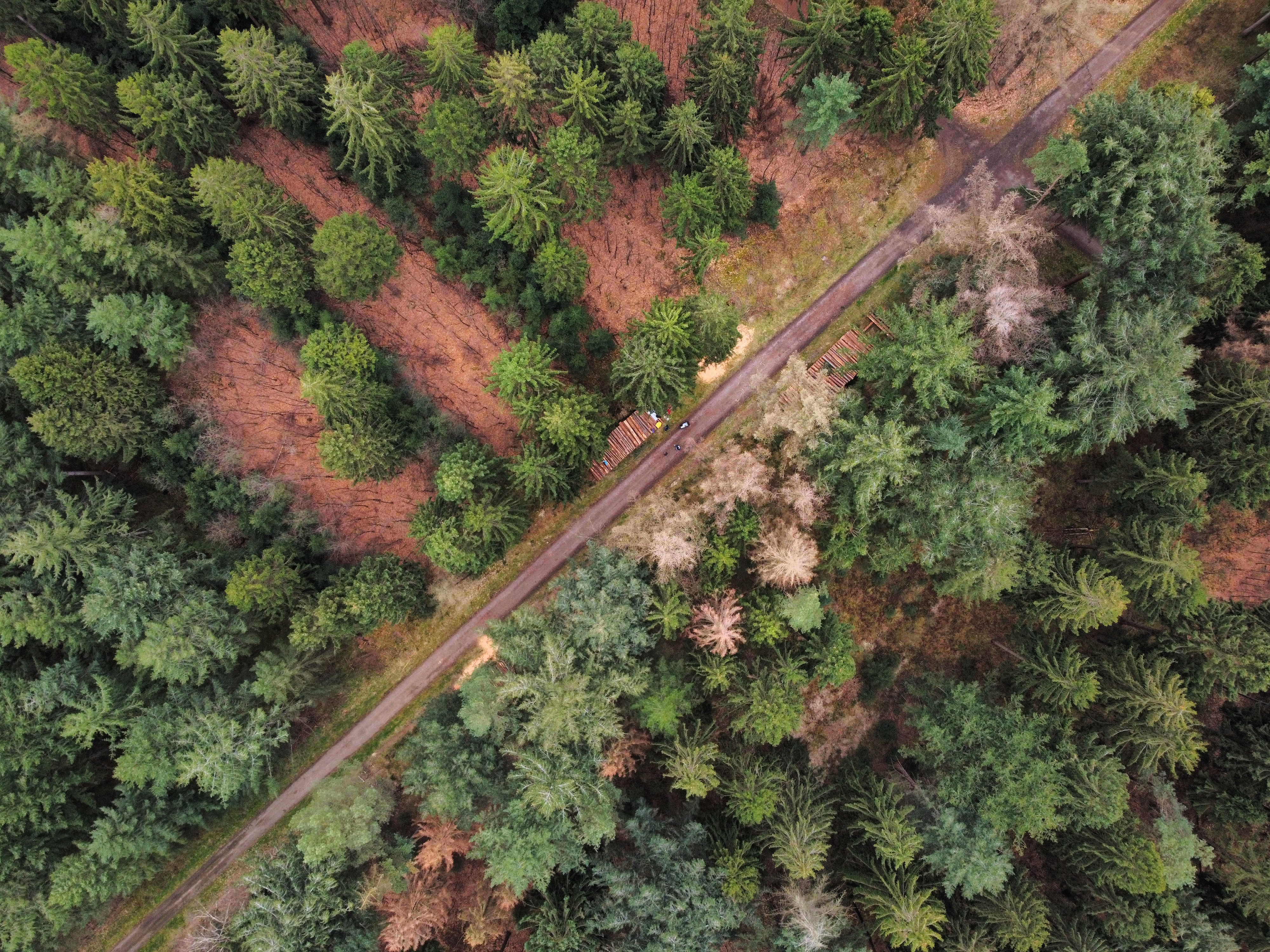
Der Heseler Wald aus der Vogelperspektive

Der Heseler Wald ist ein Waldgebiet in der niedersächsischen Gemeinde Hesel im Landkreis Leer. Ein Teil des Waldes ist als Naturschutzgebiet ausgewiesen, der weitaus größere Teil bildet das Landschaftsschutzgebiet „Heseler Wald und Umgebung“. 

## Beschreibung
Der Wald liegt nordöstlich von Leer direkt östlich von Hesel. Er ist mit über 500 Hektar das größte zusammenhängende Waldgebiet im Landkreis Leer. Das Waldgebiet liegt auf einem flachwelligen Geestrücken der Leerer Geest als Teil der Ostfriesisch-Oldenburgischen Geest, der bis zu 16 Meter hoch und damit einer der höchsten Orte Ostfrieslands ist. Der Wald wurde in der Mitte des 19. Jahrhunderts auf einer zuvor vermutlich ackerbaulich genutzten Fläche als Mischwald angelegt. Durch die Aufforstung der Fläche wurden Sandverwehungen gestoppt, die ihre Ursache in der Zerstörung von Heideflächen zur Plaggengewinnung nach der Aufgabe des Prämonstratenserklosters Barthe im 17. Jahrhundert hatten.
Innerhalb des Waldes befinden sich stellenweise kleine Waldtümpel. Außerdem liegt der Silbersee, ein durch Bodenabbau entstandenes Kleingewässer, im Wald. 
Der Heseler Wald wird etwa mittig von der Landesstraße 24 gequert, die von Hesel nach Westerstede verläuft. Im Westen verläuft die Kreisstraße 59, die von der Landesstraße 24 bei Hesel zur Landesstraße 59 in Ockenhausen führt, durch das Waldgebiet.
Im Süden des Waldes liegt das Forsthaus Kloster Barthe. Der Wald ist größtenteils von landwirtschaftlichen Nutzflächen umgeben. Im Westen grenzt es stellenweise an die Ortslage von Hesel, im Osten an die von Schwerinsdorf.

## Schutzstatus
Der Wald ist mit Teilen seiner Umgebung seit 1969 als Landschaftsschutzgebiet „Heseler Wald und Umgebung“ (Kennzeichen: LSG LER 16) ausgewiesen. Das Landschaftsschutzgebiet war zunächst 870 Hektar groß. Es wurde 2001 auf rund 852 Hektar verkleinert. Ein Teil des Waldes ist als FFH-Gebiet gemeldet (Nr. 2611-331). Dieses wurde im Oktober 2018 als Naturschutzgebiet „Heseler Wald“ ausgewiesen (Kennzeichen: NSG WE 308). Kleinflächig sind gesetzlich geschützte Biotope zu finden, darunter Waldtümpel und andere Kleingewässer, Nasswiesen und Sandheiden. Zwei Eichen am Forsthaus Kloster Barthe sind als Naturdenkmal ausgewiesen (Kennzeichen: ND LER 075).

## Naherholung
Der Wald dient als Naherholungsgebiet. Er ist von zahlreichen Wegen durchzogen, die für Spaziergänge oder Wanderungen genutzt werden können und sich teilweise auch für Radfahrten eignen. Außerdem verlaufen Reitwege durch den Wald. An mehreren Stellen im Wald befinden sich Waldsofas zum „Waldbaden“. In der Nähe des Silbersees befindet sich ein Rastplatz.
In einem Dünengebiet befindet sich ein Waldspielplatz.
Im Heseler Wald befindet sich ein etwa ein Kilometer langer Baumlehrpfad mit Informationstafeln zu einheimischen Bäumen.

## Archäologie
Im Norden des Heseler Waldes befindet sich die Wüstung des Klosters Barthe. Der Grundriss der ehemaligen Klostergebäude ist durch Hecken sichtbar gemacht.
In der Nähe des Forsthauses Kloster Barthe befindet sich mit der Heseler Schanze eine historische Wallanlage, von der angenommen wird, dass sie zusammen mit den Schanzen in Rhaude, Detern und Potshausen zum Schanzensystem der Festung Stickhausen gehört. An mehreren Stellen im Wald sind prähistorische Grabhügel zu finden.